# 猛卯三角地

猛卯三角地在现代云南省的位置

猛卯三角地详图

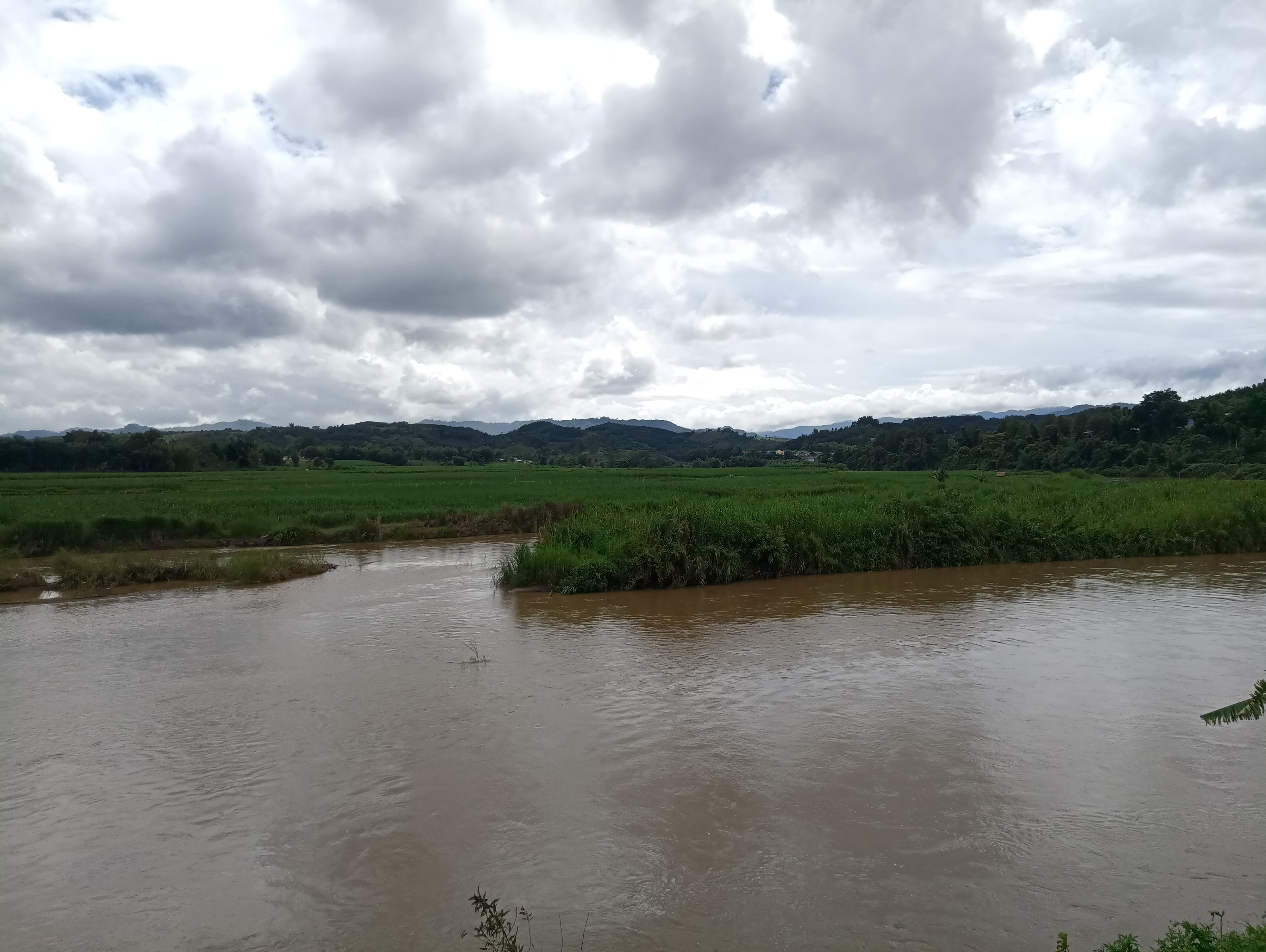
在中国弄岛隔南宛河眺望猛卯三角地

猛卯三角地（英語：:72），又称南碗指定区（:72）、南碗三角地，位于今缅甸克钦邦八莫县曼西镇区境内，紧邻中华人民共和国云南省德宏傣族景颇族自治州瑞丽市弄岛镇，面积约220平方千米。1897年清朝与英国签订《续议缅甸条约附款》，将猛卯三角地永久租借给英属缅甸。1960年中华人民共和国与缅甸联邦签订《中华人民共和国和缅甸联邦边界条约》，废除“永租”关系，1961年条约生效后正式成为缅甸领土。

## 背景
明万历二十一年（1593年）十二月，云南巡抚陈用宾在腾越州西南修建云南八关，其中天马关位于猛卯三角地区。清时，猛卯三角地是猛卯安抚司的辖地。早在中英议定边界之前，未得清朝政府同意的情况下，英国私自于天马关内修建了一条连接南坎和八莫的公路:301，这条路成为连接掸邦与克钦邦的主要道路:72。1892至1893年间，驻英公使薛福成向英国交涉，要求索回天马关内公路地带，英国以“大路难断隔绝，历年所用工程费用难断弃置，且此时尚未竣工，缅官亦未肯罢役”为由，拒绝将土地交还中国，但又不得不承认这一地区的主权属于中国。1894年3月1日，薛福成与英国外交大臣罗斯伯里签订《续议滇缅界务、商务条款》:741，明确这一地区为中国领土，但公路允许英国官员、商民行走，英国也获得了筑路、运兵的权利。
|                                    | 第二段之边界……循南碗河向西南方而行，下至该河转向东南处，约在北纬二十三度五十五分，其线由此往南，稍向西，至南莫江以南，盖归英国。循南莫江而行，至南莫江分开处，约在北纬二十三度四十七分，溯南边一条之支江而行，至蛮秀南边高岭之脊，约在北纬二十三度四十五分；即循此脊岭而行，此岭脊系向东行，稍向北，至瑞丽江（即龙川江）与南莫江相会处，以蛮秀地方及天马关、欣隆、拱卯各村归中国；此数处在以上高岭之北首。即溯瑞丽江而上，至此江分流处…… 中国答允，由八募至南坎各路中最捷一条大路，经南碗河之南中国一小段地内，除中国商民与土人仍旧任意行走外，亦可听英国办事官员及商民游历之人行走，并不阻止。英国如欲修理此路，或设法改筑，可臻平稳，告知中国官后，便可动工办理；又有须保护商贾或防偷漏等事，英国亦可筹备办理。又议定，英国之兵可以随便经过此路，但如兵数过二百者，若未经中国官答允，即不准过此路，所有带军器之兵，如在二十名以上，即须豫先行文知照中国。:576 |
| ——《续议滇缅界务、商务条款》第二条 | |

在《续议滇缅界务、商务条款》第五条中，英国声明放弃对孟连、江洪（车里宣慰司，即西双版纳）的领土要求，但约定“若未经（中国）大皇帝与（英国）大君后豫先议定，中国必不将孟连与江洪之全地或片土让与别国。”:577-578

## 永租英缅

### 续议缅甸条约附款
中日甲午战争清朝战败，1895年4月17日签订《马关条约》，要求中国割让辽东半岛，俄罗斯、德国、法国出面干涉，迫使日本归还辽东半岛:748。随后，法国以“干涉还辽”有功为由，要求清廷将澜沧江以东车里所辖的猛乌、乌得划归越南，中法于1895年6月20日签订《中法续议界务条款》，正式割让二地。中法签约当天，英国驻华公使欧格纳到总理各国事务衙门提出抗议，认为清朝违反《续议滇缅界务、商务条款》第五条之规定:749。1729年云南大规模改土归流，车里下辖各土司都加委了普洱府的土千总、土把总头衔，猛乌、乌得是宁洱县的土把总，但其领地仍是车里宣慰司属地，且实际政治、经济仍与车里保持高度密切的联系。清朝政府坚持猛乌、乌得是云南的一部分，而不是江洪的一部分，认为划归法国并不违反中英之间的规定，但英国并不接受这一解释，要求获得补偿:94-96。经过多次谈判，清朝被迫同意，于1897年2月4日签订中英《续议缅甸条约附款》，割让北丹尼、科干，永久租借猛卯三角地:753。
|                              | 南碗河之南，那木喀相近，有三角地一段，西濒南莫江之支河及蛮秀岭之垒周尖高山，从此尖高山，遵岭东北，至瑞丽江，此段地英国认为中国之地。惟是地乃中国永租与英国管辖，其地之权咸归英国，中国不用过问，其每年租价若干，嗣后再议。:687 |
| ——《续议缅甸条约附款》第二条 | |

自北洋政府开始，中国出版的地图都将猛卯三角地画入缅境。

### 租金争执
1899年2月起，猛卯土司不再收取三角地的官租，改由英国收取税金。1901年10月，中英约定租金为每年1,000卢比，由英缅新街府交付腾越道尹，再转给猛卯土司。但由于要先用于补偿滇缅边案会审中的费用，常常导致租金所剩无几，甚至全部抵消。
1885年英国吞并缅甸，贡榜王朝末代国王锡袍被囚禁，前任国王敏东嫡长孙疆括在缅甸领导反英抗争，1891年兵败逃至中国南甸。1919年、1920年、1922年，疆括三次在中缅边境地区发起反英军事行动，英国为此追究中国责任，而中国拒绝赔偿，自1921年起英国停止支付猛卯三角地租金，中国也针锋相对地停止支付滇缅会案赔偿金。1926年1月，腾越道尹将猛卯土司的诉求致信英驻腾越领事，声称如果不再需要猛卯三角地，就请支付拖欠的租金并归还土地；英方回信称猛卯土司在维护中缅边境安定的职责上玩忽职守（包括1922年反英抗争时从猛卯出发攻打木姐），造成缅方巨大损失，缅方获得赔偿后将立马支付租金。英国扣留猛卯三角地租金的本意是向云南省政府谈判施压，以获得疆括反英的补偿金，但事实上三角地租金交付给猛卯土司，对云南省政府的制裁有限，而英国在多年的争执中并未占到便宜，1928年南京国民政府上台后，英方担心南京政府会围绕此事大做文章，如果中国收回猛卯三角地会对英国造成重大损失。1929年10月19日，停交租金八年后，英方向腾越道尹支付了1928年的租金共1,000卢比，但未补交拖欠的七年租金。第二次世界大战时期，猛卯三角地被日军占领，不过英国仍向中方支付了租金。

### 二战后
1945年1月，在滇西缅北战役畹町之战失败后，日军放弃猛卯、畹町南撤，随后，瑞丽设治局派政警收复猛卯三角地，设治局长杨光环前往组建“光复乡”，遭到英国抗议。乡政府成立40天后，国民政府电令撤退:28。据猛卯土司衎景泰回忆，猛卯三角地的设治局武装是被英驻南坎中校武力驱逐的:137-138。二战后，英国在缅甸的统治逐渐崩坏，猛卯三角地成为散兵游勇与匪盗的逍遥之地，土匪常到瑞丽、南坎坝区烧杀抢掠。猛卯三角地居民自行成立自治公所作为临时政治机构，并组织自卫队，向瑞丽设治局寻求支持，瑞丽派出政警协助维持当地治安。猛卯三角地自治公所曾向瑞丽设治局表示希望内附，并擅自使用中華民國國旗，瑞丽方面表示事关外交，遂上报雲南省政府交涉，并申斥三角地擅自使用中国国旗。英国对猛卯自治公所的行为向中国提出抗议，中国政府此后未再插手猛卯三角地事务。
1948年缅甸独立，时值第二次国共内战高潮，中華民國政府无暇提出废止永租关系、收回三角地，但是拒绝接受缅甸新政权的租金。1949年，猛卯土司老祖太（衎景泰之母）曾向瑞丽设治局提出收回猛卯三角地，设治局上报云南绥靖公署，请上级支持无条件收回，设治局末代局长金树华也曾前往三角地勘踏，后因政权更替，不了了之。

## 正式并入缅甸

### 谈判
中华人民共和国成立后，同样拒绝接受缅甸方面支付的租金:58。因“永租”有辱主权国家尊严:131，中华人民共和国在与缅甸建交后着手推动解决边界问题。1956年10月25日，缅甸反法西斯人民自由同盟主席吴努访华，与中华人民共和国国务院总理周恩来对中缅边界问题举行会谈，周恩来表示猛卯三角地“最好由中国收回”，但是因缅甸有公路通过，中方愿意与缅甸协商具体如何收回。缅方主张维持边界现状，并表示如果中国不能接受，缅甸可以考虑其余地区不变的情况下放弃猛卯三角地。缅甸中央政府原希望放弃北段未定界上的片马、岗房、古浪以换取猛卯三角地，但是克钦邦方面不同意。双方最终达成废除猛卯三角地“永租”关系的共识，但具体如何废除仍需协商。
1957年2月4日，缅甸总理吴巴瑞致信周恩来，希望中方能将猛卯三角地无条件交由缅甸支配，缅甸会将片马地区56平方英里土地交予中国。3月29日，周恩来与缅甸总理吴努在昆明举行会谈，周恩来表示因有干线公路通过，猛卯三角地对缅甸有一定重要性，进而提出用猛卯三角地交换“一九四一年线”西侧缅方境内的班洪、班老两个部落，辖区面积83平方英里。1958年4月，缅甸驻华大使吴拉茂向外交部长陈毅转达缅甸政府意见，称缅甸难以接受中方提出的班洪、班老换猛卯三角地建议，要求中国政府同意缅甸继续保持对三角地的“永租”关系。1958年7月30日，周恩来再次致信吴努，“希望缅甸政府愿意回到我们双方已经协议了的废除‘永租’的原则上来”。

### 签约
1959年6月4日，缅甸三军最高统帅奈温致信周恩来，提出如果中方承认“一九四一年线”，缅方同意用猛卯三角地交换“一九四一年线”以西的班洪、班老两个部落，面积为62平方英里。1960年1月25日，奈温访华，双方达成共识，1月28日签署《中华人民共和国政府和缅甸联邦政府关于两国边界问题的协定》。
|                                                                    | 为了废除缅甸对南碗河和瑞丽江汇合处的、属于中国的猛卯三角地区（即南碗指定区）所保持的“永租”关系，中国政府同意把这个地区移交给缅甸，成为缅甸联邦领土的一部分。作为交换，缅甸政府同意，把班洪部落和班老部落在1941年6月18日中英两国政府换文划定的、从南定河和南帕河汇合处到南段已定界第一号界桩为止的边界线以西的辖区划归中国，成为中国领土的一部分。 |
| ——《中华人民共和国政府和缅甸联邦政府关于两国边界问题的协定》第二条 | |

1960年10月1日，中华人民共和国国务院总理周恩来与缅甸联邦总理吴努在北京签订《中华人民共和国和缅甸联邦边界条约》。
|                                              | 鉴于中缅两国的平等友好关系，双方决定废除缅甸对属于中国的猛卯三角地（南碗指定区）所保持的“永租”关系。考虑到缅甸方面的实际需要，中国方面同意把这个地区（面积约为220平方公里，85平方英里）移交给缅甸，成为缅甸联邦领土的一部分。作为交换，同时为了照顾历史关系和部落的完整，缅甸方面同意把按照1941年6月18日中英两国政府换文的规定属于缅甸的班洪、班老部落辖区（面积约为189平方公里，73平方英里）划归中国，成为中国领土的一部分。 |
| ——《中华人民共和国和缅甸联邦边界条约》第二条 | |

1961年1月4日，《中华人民共和国和缅甸联邦边界条约》生效，猛卯三角地正式成为缅甸领土。